# Dacia Vasile Alecsandri Galați
Dacia Vasile Alecsandri Galați war ein rumänischer Fußballverein aus Galați. Er nahm dreimal an der Endrunde um die rumänische Fußballmeisterschaft teil und stand im Viertelfinale um den rumänischen Pokal.

## Geschichte
Dacia Vasile Alecsandri Galați (DVA) wurde im Jahr 1922 gegründet, als die beiden Klubs Șoimii Dacia (benannt nach der römischen Provinz Dakien) und Liceul Vasile Alecsandri (benannt nach dem Dichter Vasile Alecsandri) fusionierten. Der Verein konnte sich in der Region Galați erstmals im Jahr 1927 durchsetzen und für die Endrunde um die rumänische Meisterschaft qualifizieren, schied aber bereits im ersten Spiel gegen Colțea Brașov aus. Ein Jahr später ereilte ihn das gleiche Schicksal gegen Olympia Bukarest. Bei der dritten Teilnahme 1929 gelang es der Mannschaft, sich in der ersten Runde gegen Victoria Iași durchzusetzen und ins Viertelfinale einzuziehen. Dort unterlag der Klub Dragoș Vodă Cernăuți mit 0:1.
In den folgenden Jahren konnte sich DVA nicht mehr in der regionalen Qualifikation durchsetzen und wurde auch nicht bei der Gründung der Divizia A im Jahr 1932 berücksichtigt. Erst mit Einführung der Divizia B zwei Jahre später nahm der Verein am überregionalen Ligenbetrieb teil. Dort spielte er bis zur Einstellung des Spielbetriebs aufgrund des Zweiten Weltkrieges im Jahr 1941. Den größten Erfolg erzielte er in der Saison 1938/39, als er den zweiten Platz in der Gruppe Nord-Ost erreichen und dem Lokalrivalen Gloria CFR Galați den Aufstieg in die Divizia A überlassen musste.
Größere Erfolge als in der Liga feierte DVA im rumänischen Pokal. Dort zog der Klub zweimal ins Achtelfinale ein. In der Saison 1935/36 schied er dort gegen Gloria Arad mit 0:6 aus, in der Spielzeit 1938/39 unterlag er dem späteren Sieger Rapid Bukarest mit dem gleichen Ergebnis, nachdem er sich zuvor gegen den Erstligisten Victoria Cluj durchgesetzt hatte.

## Erfolge
- Viertelfinale um die rumänische Fußballmeisterschaft: 1929
- Achtelfinale um den rumänischen Pokal: 1936, 1939

## Trainer
- Ferenc Plattkó (1937)